# Stockholm–Västerås–Bergslagens Järnvägar

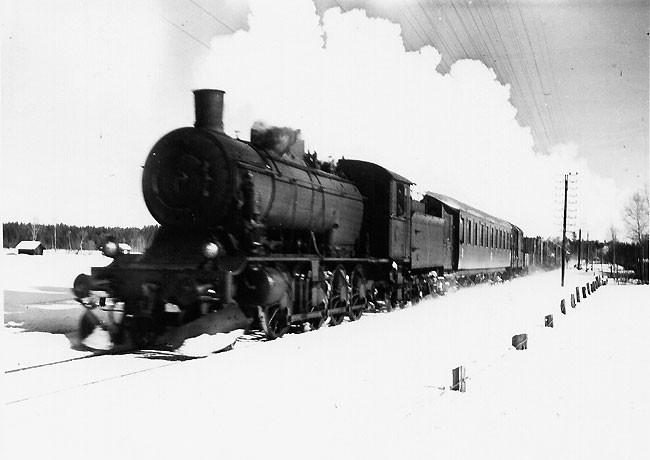
Stockholm–Västerås–Bergslagens Järnvägar lok littera M3.

Stockholm–Västerås–Bergslagens Järnvägar, SWB (senare SVB) var ett enskilt järnvägsbolag som bildades år 1871 för att förverkliga de ej uppnådda önskemål om järnväg som fanns hos allmänna och enskilda intressen i Stockholm och Västmanland, efter att Nils Ericson lagt Västra stambanan söder om sjön Mälaren. Efter initiala ekonomiska svårigheter, kom bolaget att bli ett av de större privata järnvägsbolagen med ett vidsträckt system. Bolaget förstatligades 1944 och uppgick året efter i Statens Järnvägar.

## Historik

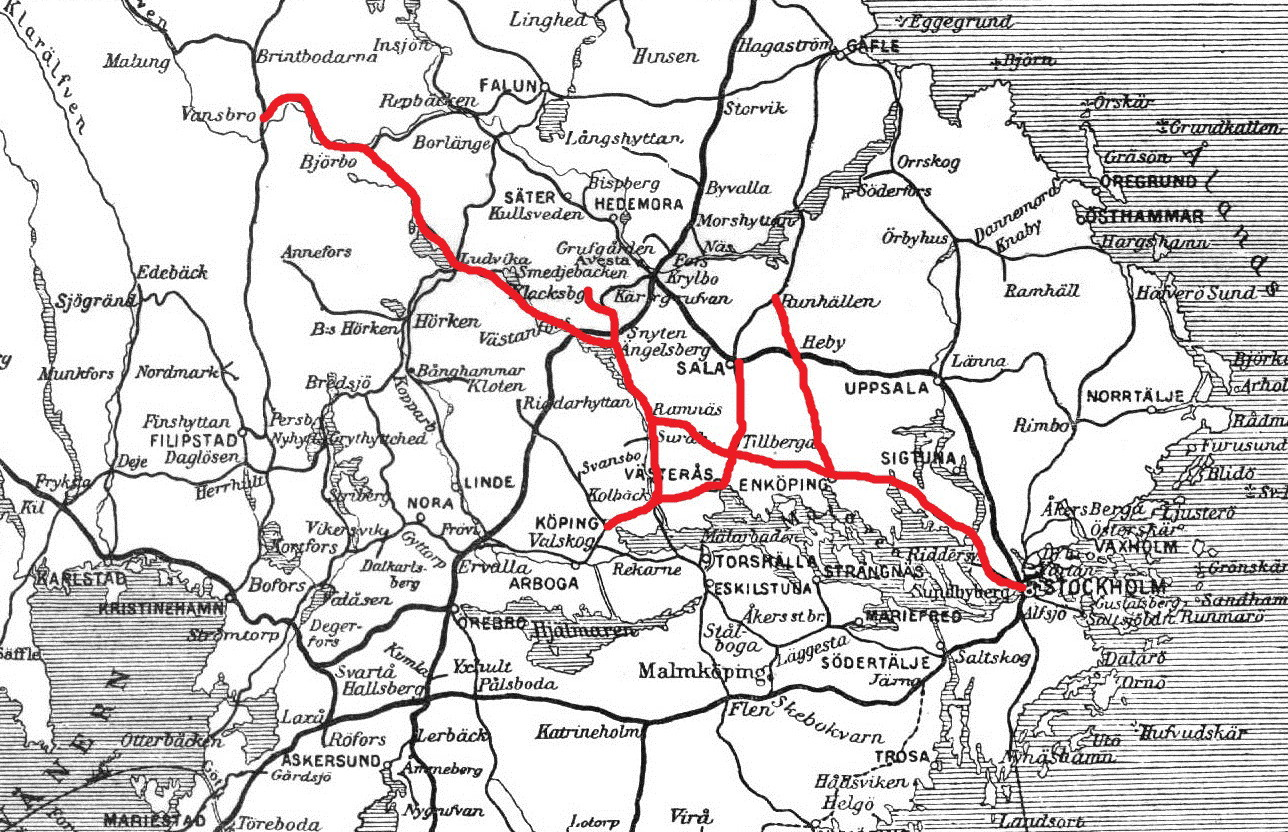
SWB:s linjenät, fullt utbyggt.

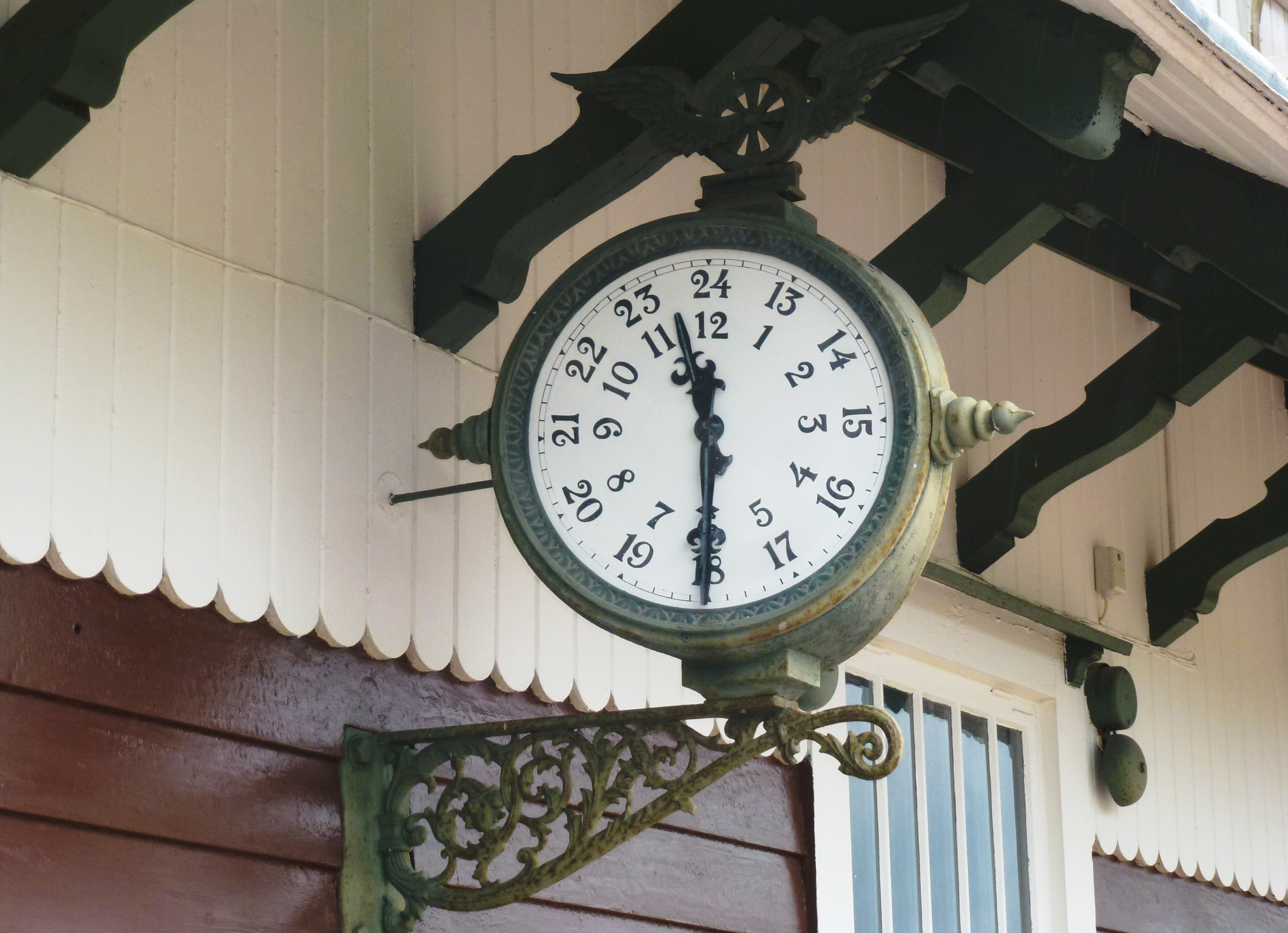
Stationsur på Björbo stationshus som ritades av arkitekt Erik Lallerstedt.

Till byggandet var staten kallsinnig med lån, men Stockholms stad bidrog med stora summor till banans förverkligande. Höga standardkrav och inflation under den allmänna högkonjunkturen drev dock upp kostnaderna och Stockholm-Westerås-Bergslagens Jernvägsaktiebolag kunde inte fullfölja byggandet, förrän det nyskapade bolaget Stockholm-Westerås-Bergslagens Trafikaktiebolag köpt rullande material och trafikeringsrätt av bolaget. Trafik startade 1875 på sträckan mellan Tillberga (utanför Västerås) och Köping, där linjen anslöt till Köping-Hults Järnväg. Året efter öppnades linjerna mellan Tillberga och Ängelsberg samt linjen mellan Tillberga och Tomteboda vid Norra stambanan (numera Ostkustbanan) i norra Stockholm. 
Med goda intäkter kunde ekonomin saneras och 1897 slogs bolagen ihop till Stockholm Westerås Bergslagens Nya Jernvägsaktiebolag och vidare utbyggnad inleddes. En förbindelselinje mellan Kolbäck (på linjen sydväst ut mot Köping) och Ramnäs (på linjen nordväst mot Ängelsberg) invigdes 1899. Byggandet norr från Ängelsberg hade 1900 nått till Ludvika och hade 1907 kommit till Vansbro.
SWB använde länge ånglok även för persontåg. I ett sent skede gick sju B-lok i trafik. Fyra av dem hade köpts från Statens Järnvägar (SJ) under 1930-talet och tre hade nytillverkats hos Nydqvist & Holm 1943-44. Banan elektrifierades etappvis under 1940- och 1950-talen. Redan i januari 1947 kunde tågen dras av elektriska lok till Västerås. Arbetet med elektrifieringen avslutades i december 1956 då den korta sträckan sträckan Ängelsberg - Snyten också lades under spänning.   
Bolaget köpte år 1906 Sala–Tillberga Järnväg, Enköping-Heby-Runhällens Järnväg 1908 och Norbergs järnväg 1922. Bolaget bedrev även trafik på Sundbybergs Norra-Ulvsundasjöns järnväg. Flera stationshus och banvaktsstugor fick en enhetlig färgsättning med fasaderna i faluröd panel med vita och gröna detaljer. Några av stationshusen hade ritats i blandning av nationalromantiken och jugendstil av arkitekt Erik Lallerstedt, exempelvis gamla Ludvika järnvägsstation (numera riven), stationshuset vid Ekolsund, i Nyhammar och i Björbo.

### Historiska bilder

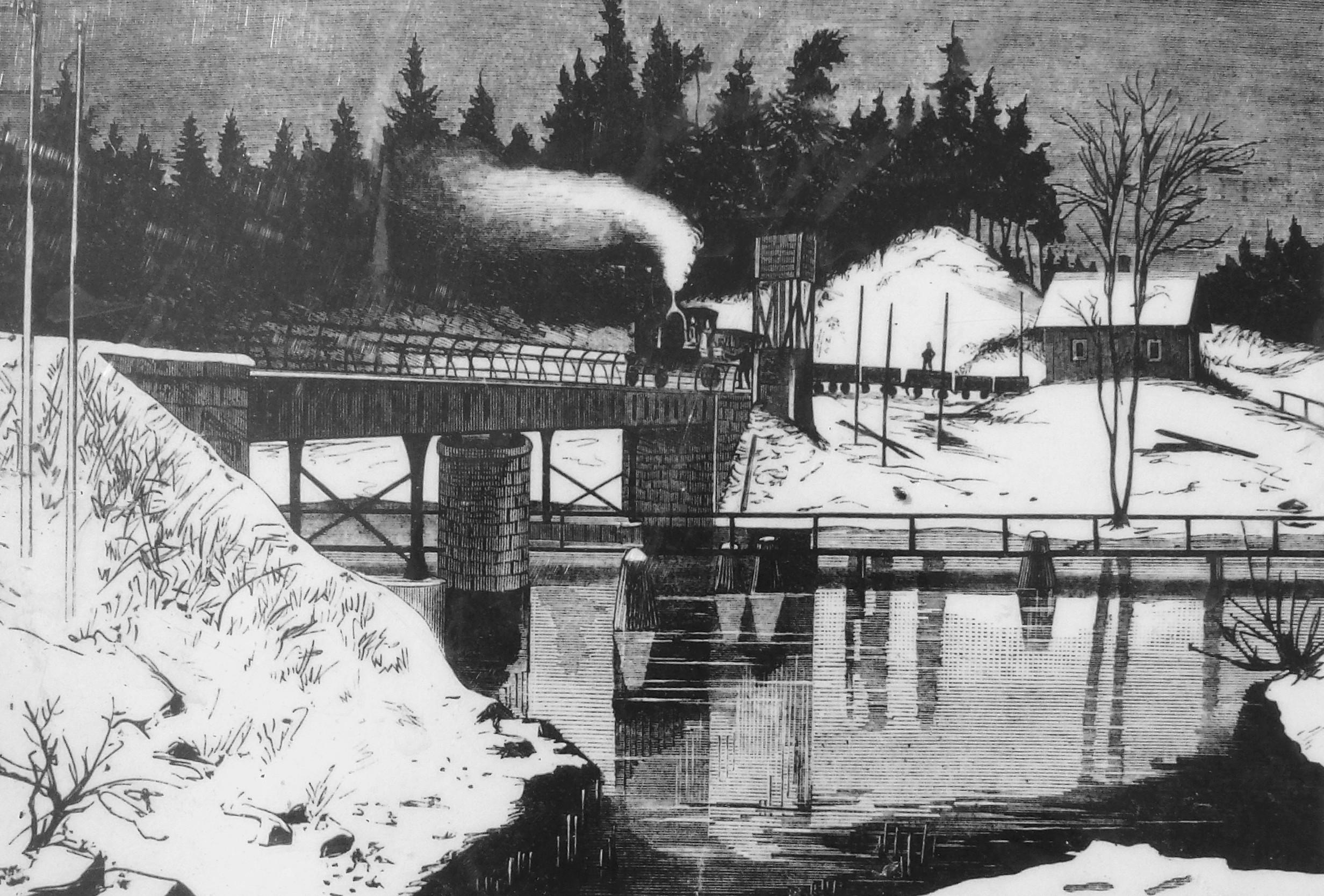
Invigning av järnvägsbron över Stäketsundet den 12 december 1876
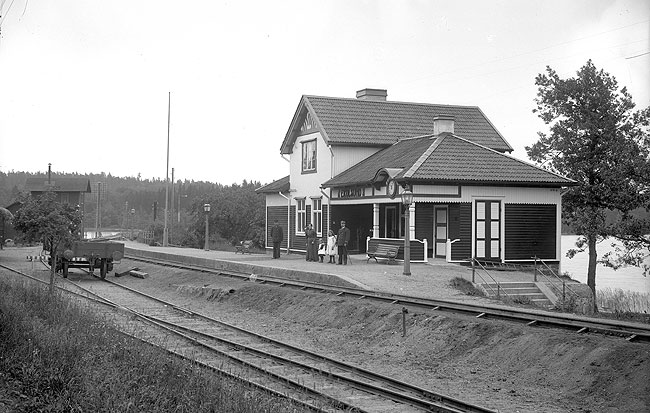
Ekolsunds stationshus 1905
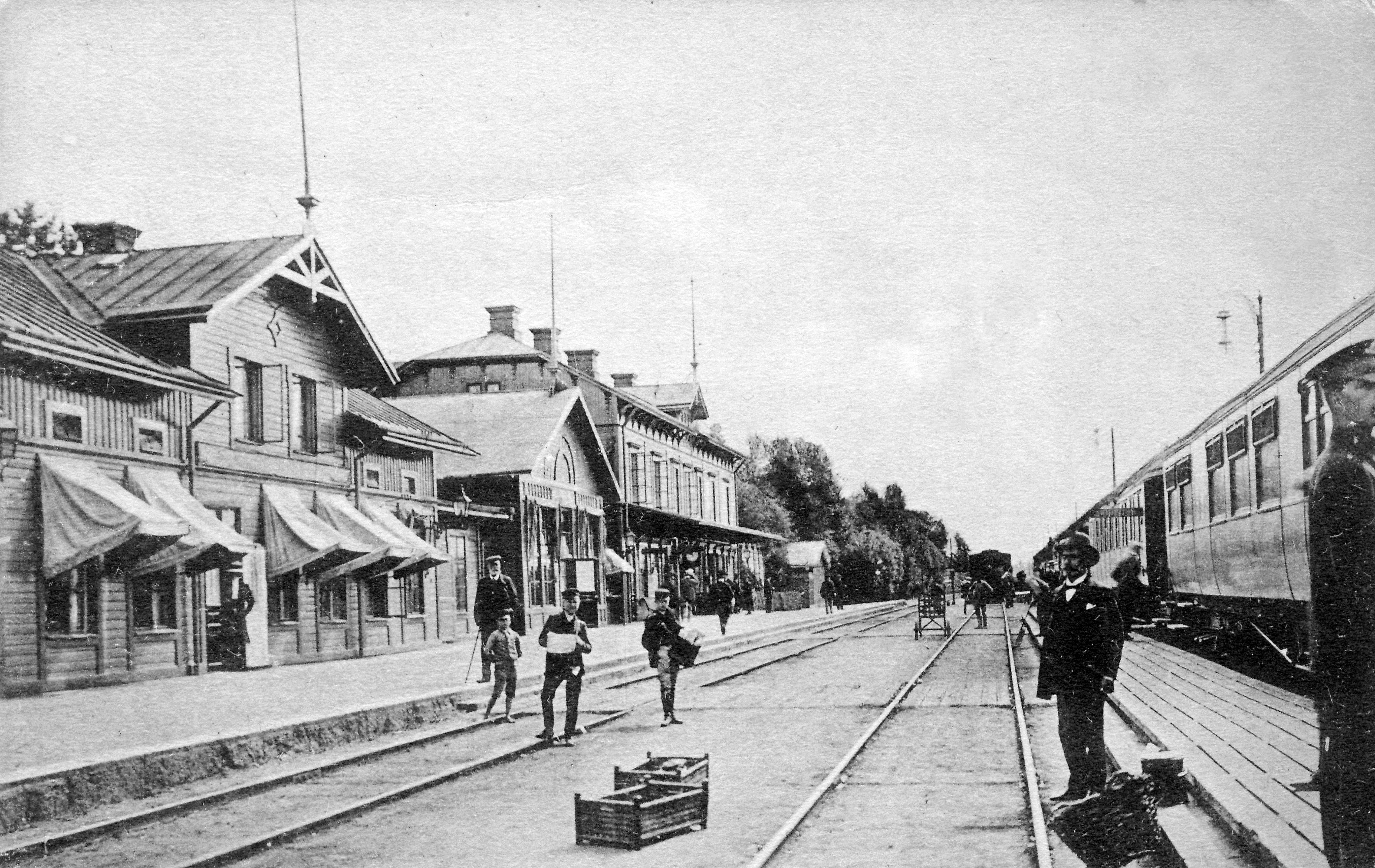
Tillberga station ca 1900
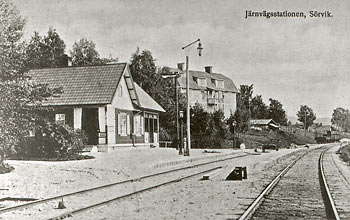
Sörvik station 1914
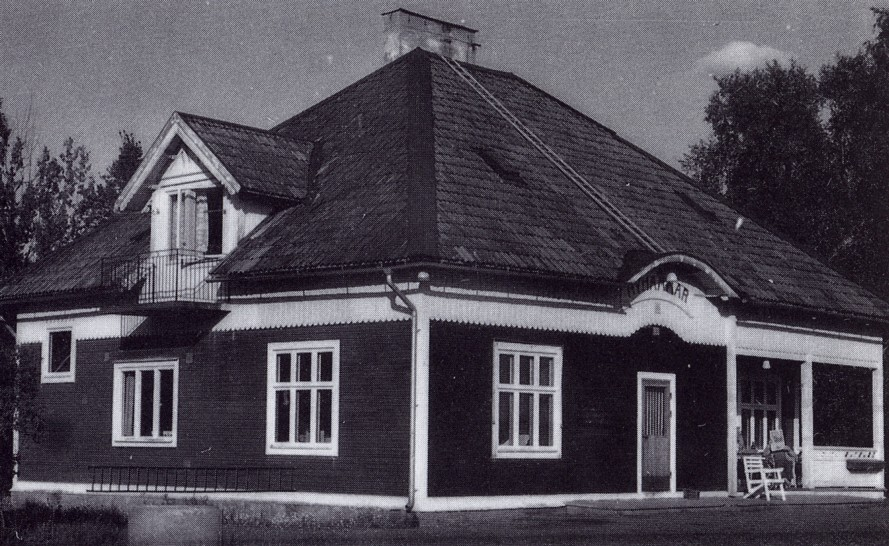
Nyhammar station ca 1910

## Nutid
Delar av järnvägen från Stockholm till Köping (och vidare till Örebro) finns kvar under namnet Mälarbanan, som under 1990-talet byggdes ut till dubbelspår mellan Kallhäll och Kolbäck och fick en ny genare sträckning som inte passerar Tillberga. Sträckan Stockholm-Kallhäll är sedan 1960-talet utbyggd till dubbelspår. SWB-sträckan mellan Björbo och Vansbro ingår numera i Västerdalsbanan medan sträckan mellan Ludvika och Kolbäck är idag Bergslagspendeln och sträckan mellan Sala och Tillberga - Västerås är en del av järnvägslinjen Sala–Oxelösund. Avsnittet mellan Ludvika och Björbo lades ner på 1960- och 1980-talen och spåret plockades bort. Där återstår enbart banvallen som idag nyttjas som lokal väg eller enbart för gående och cyklande. Sträckan Tillberga-Ramnäs revs upp 1997 efter att trafiken mot Ludvika 1991 lagts om till att gå via Kolbäck.

### Nutida bilder
Ordnade från Stockholm till Björbo

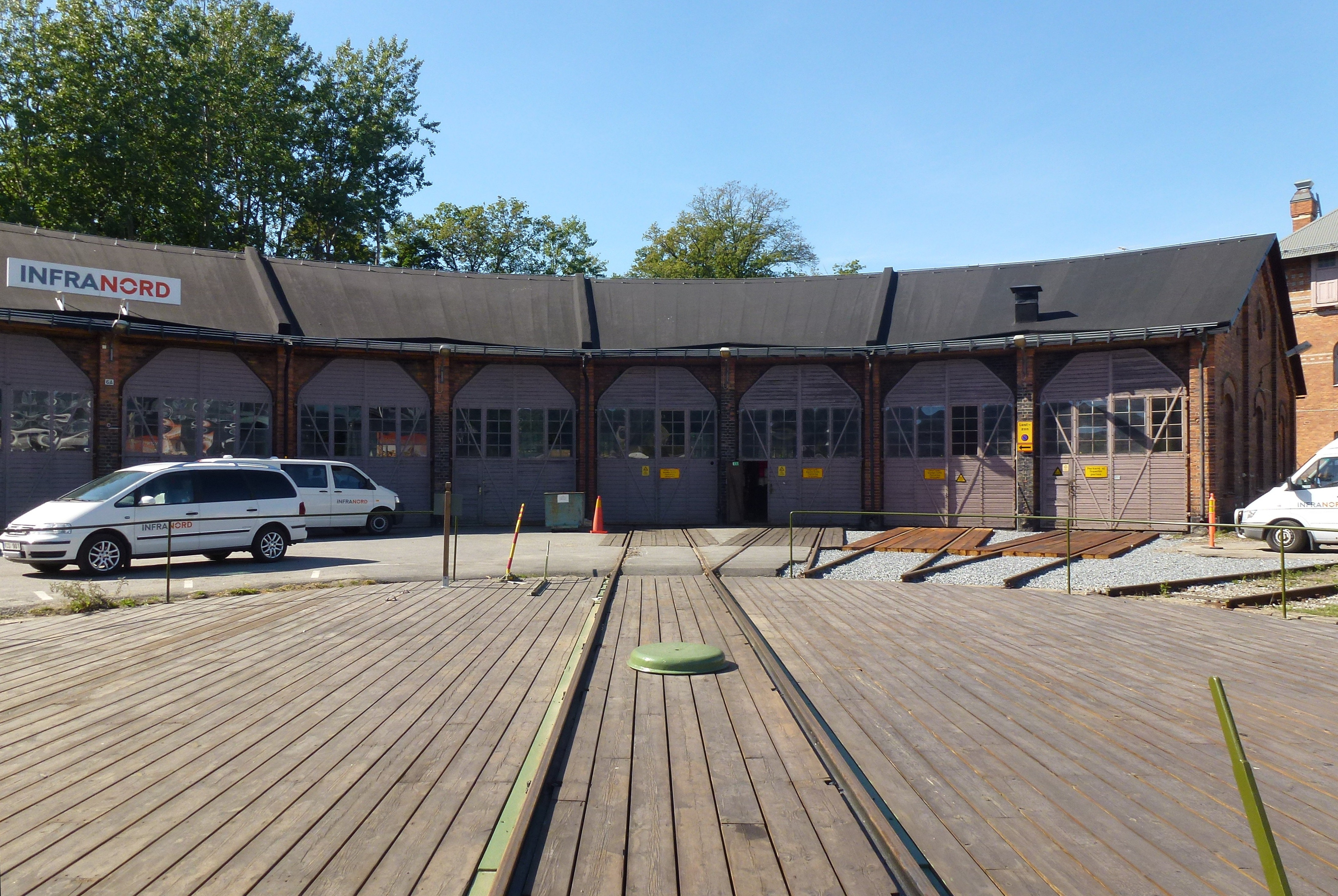
Lokstallet i Sundbyberg
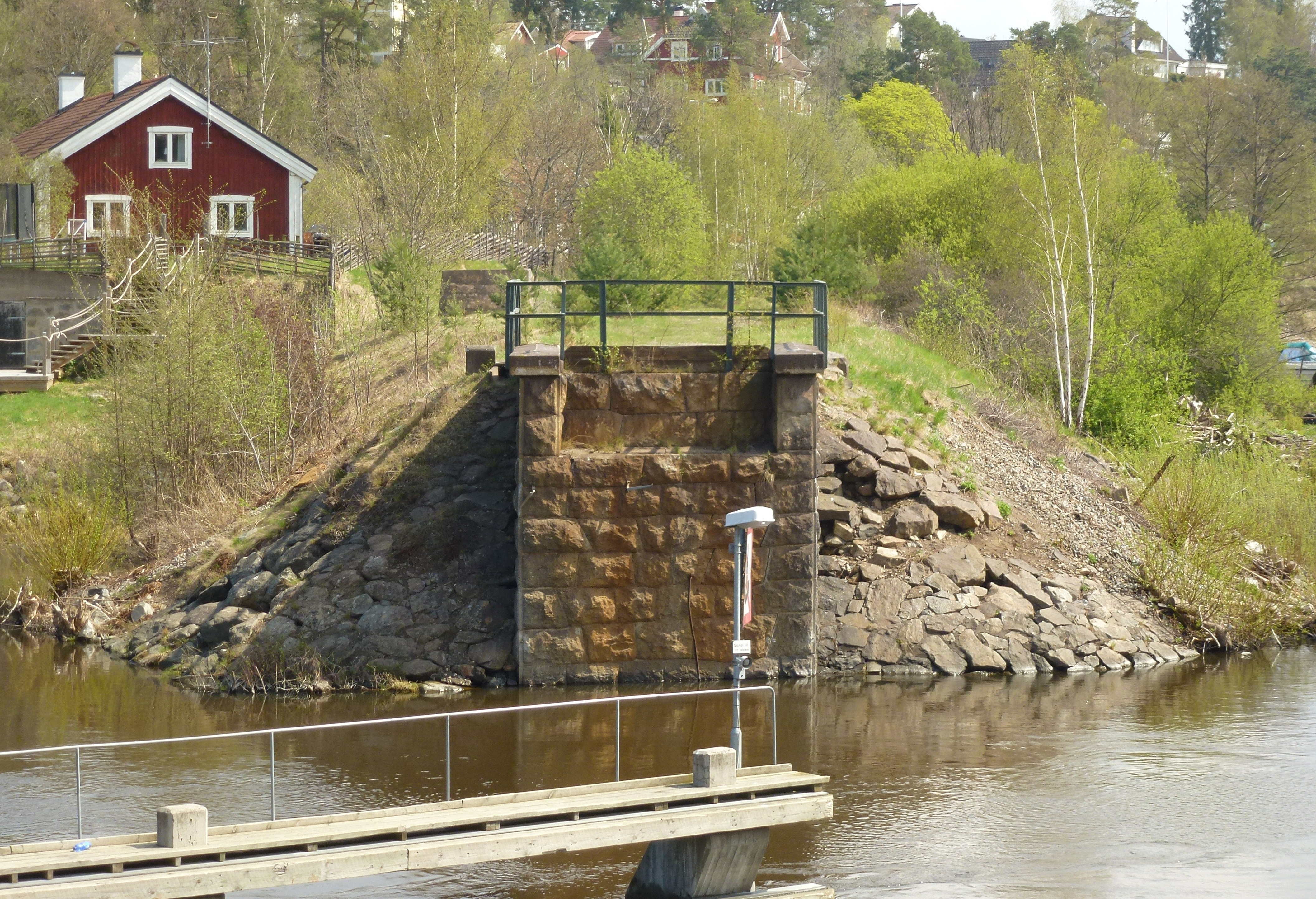
Östra brofästet för Stäketbron
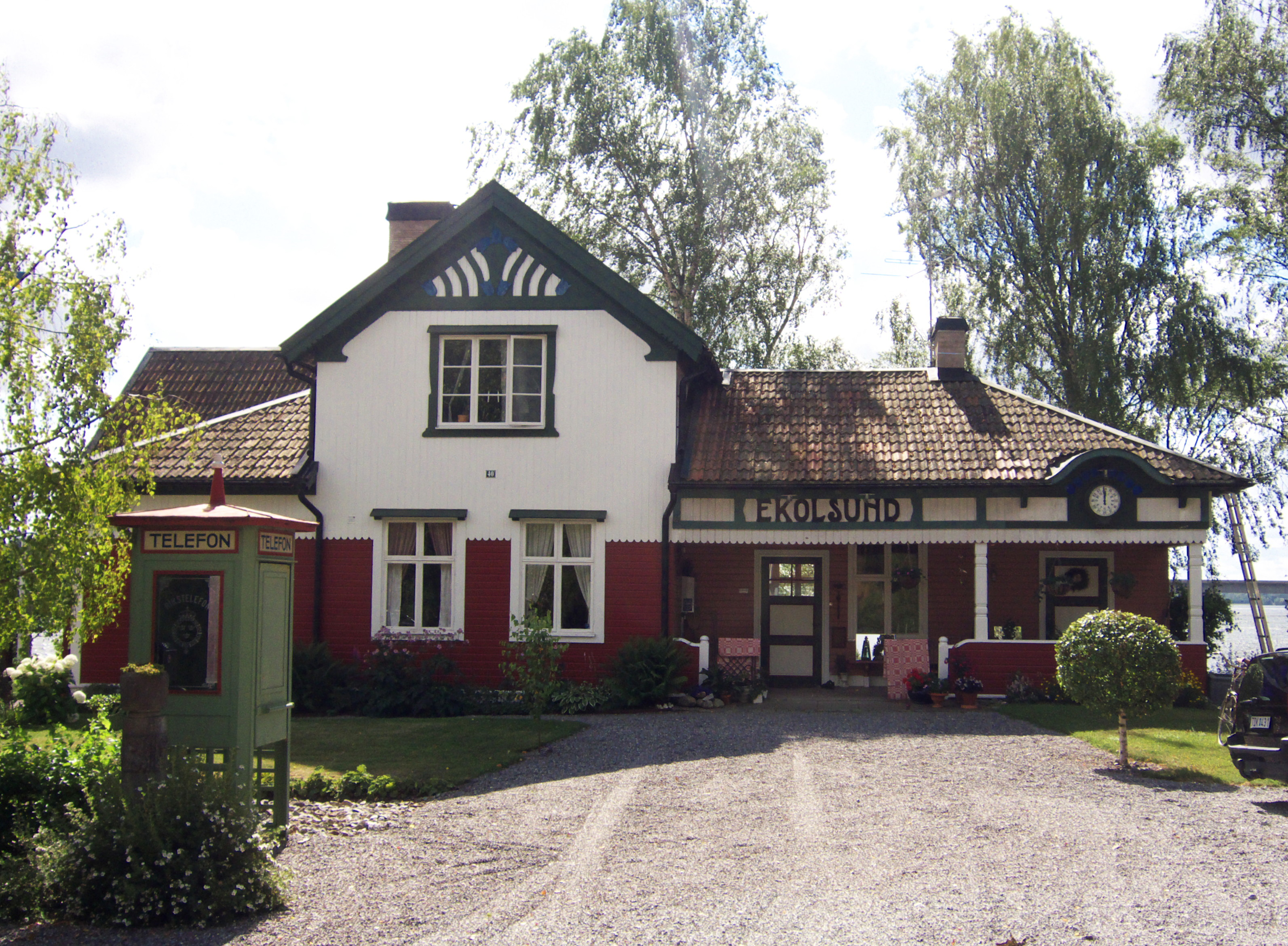
Stationshus i Ekolsund
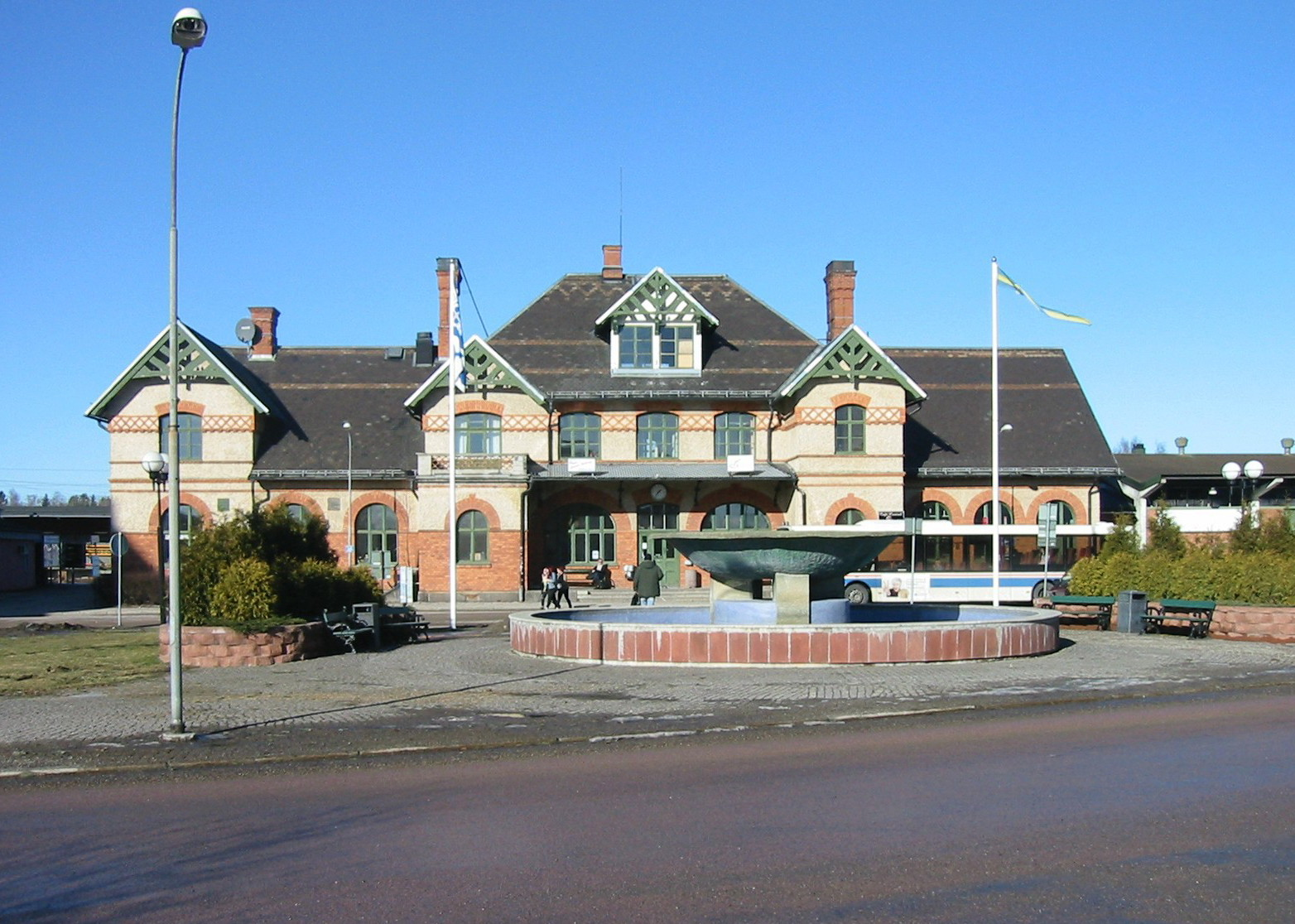
Stationshus i Fagersta
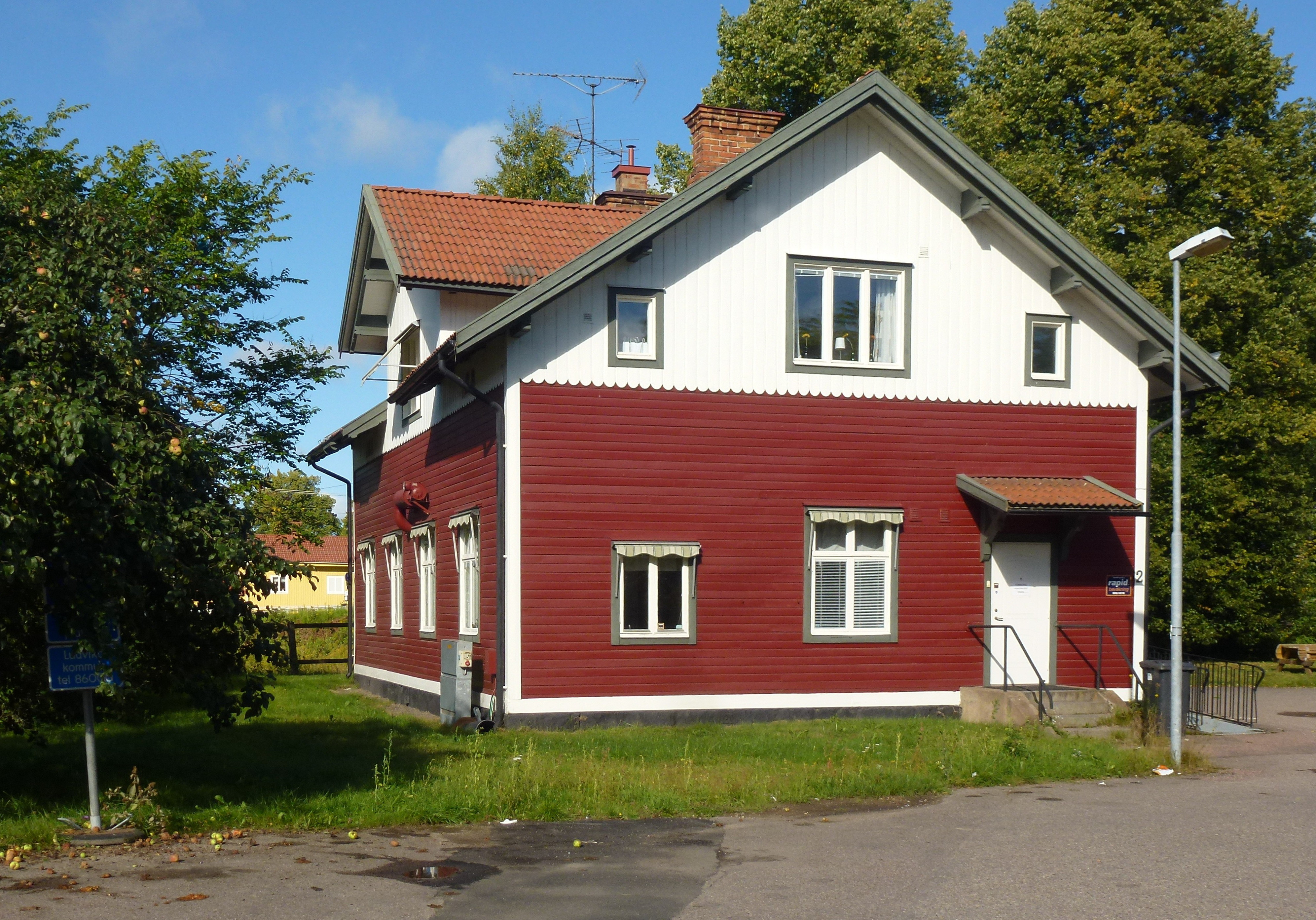
Stationshus i Ludvika
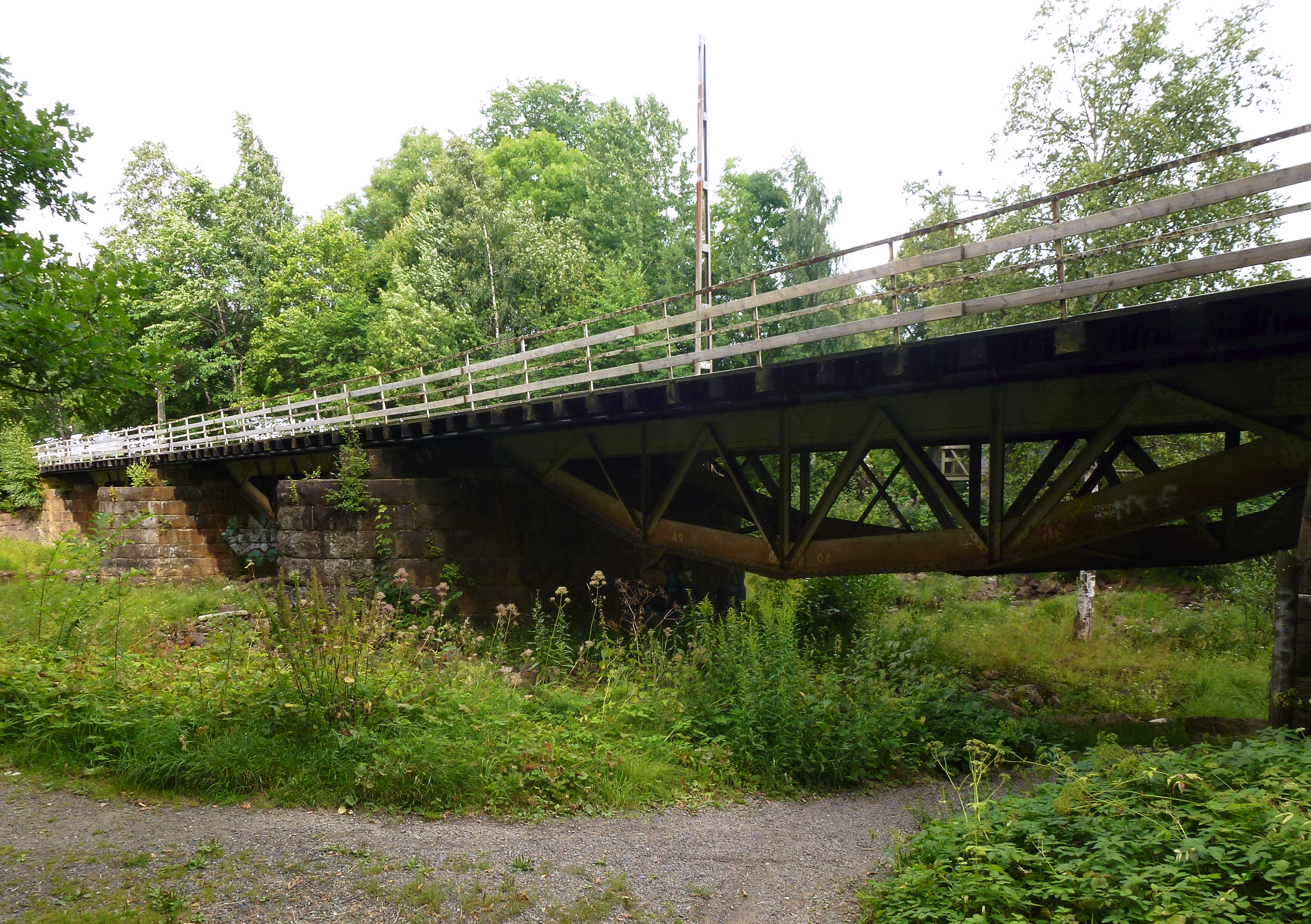
Bro över Ludvika ström
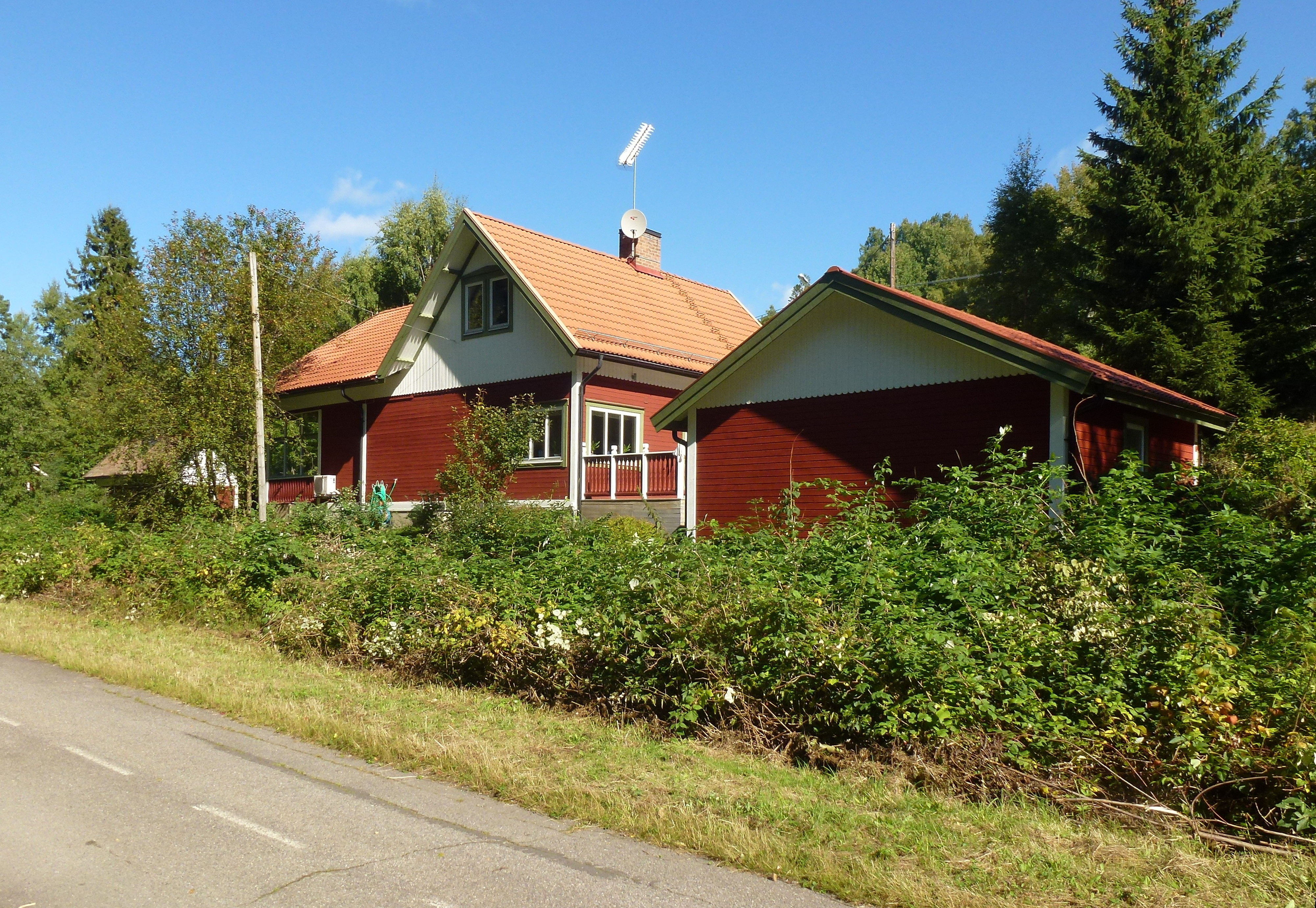
Lekombergs gamla banvaktsstuga
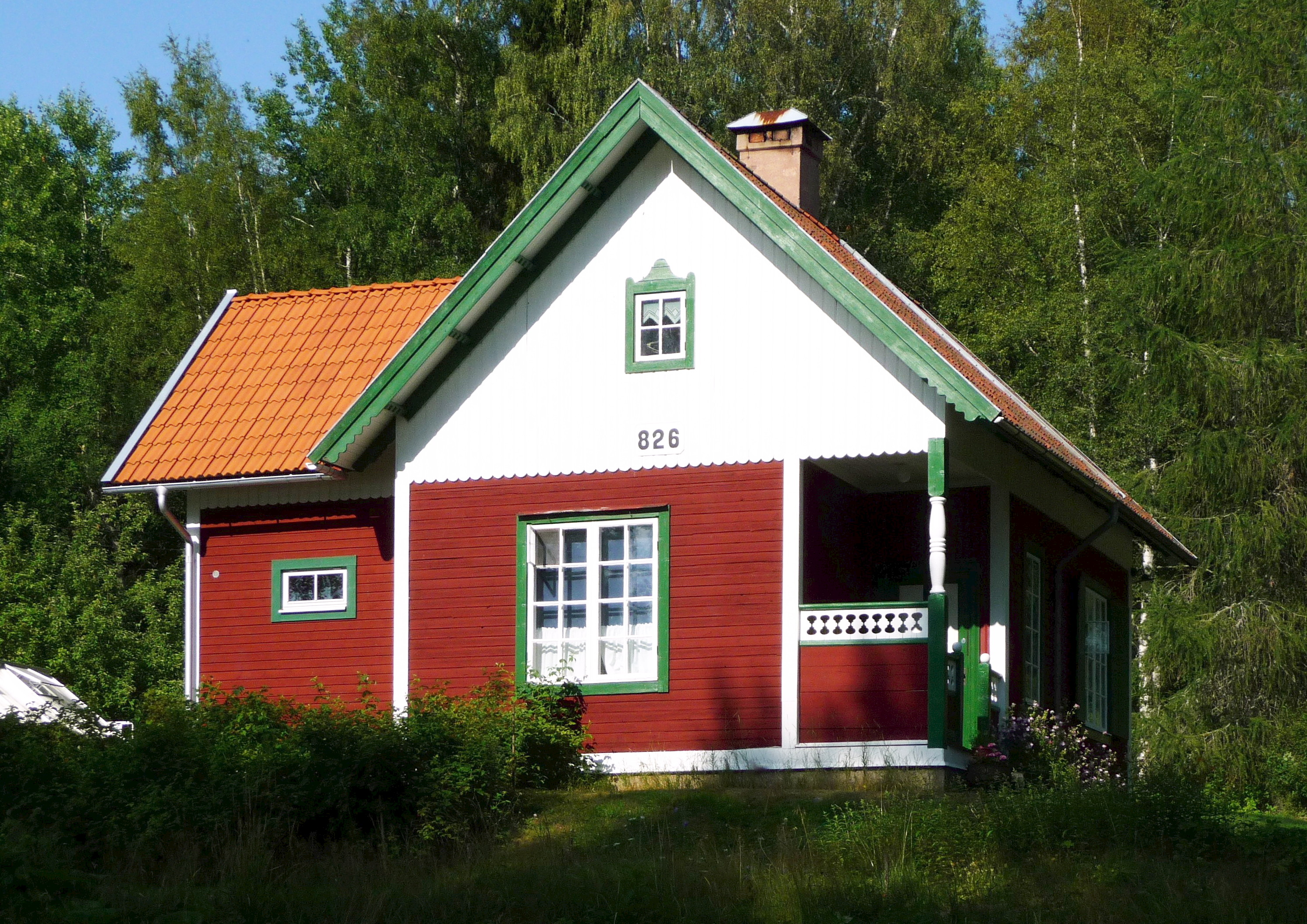
Banvaktsstuga vid Gamla Prästhyttan
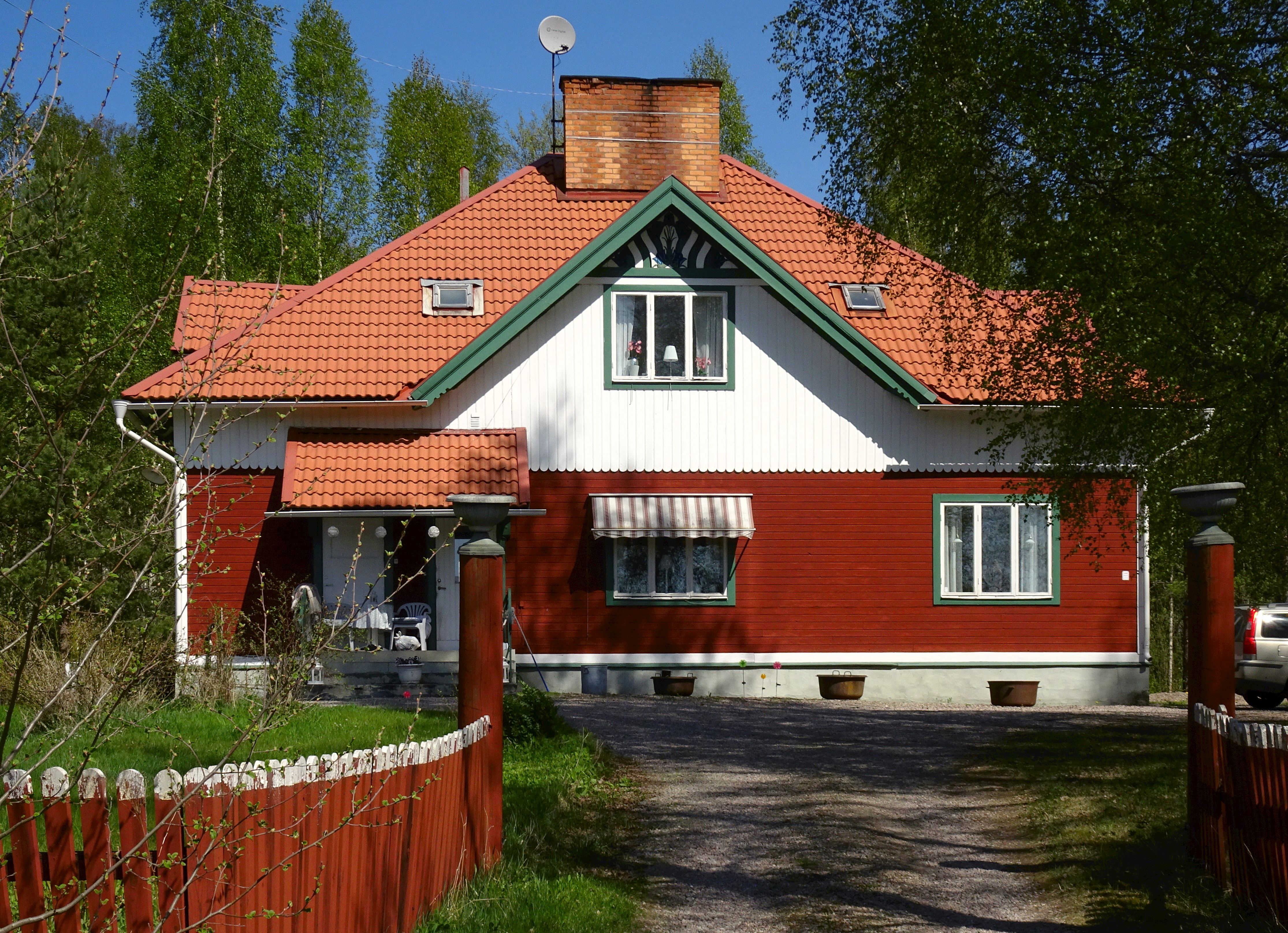
Stationshus i Stensbo
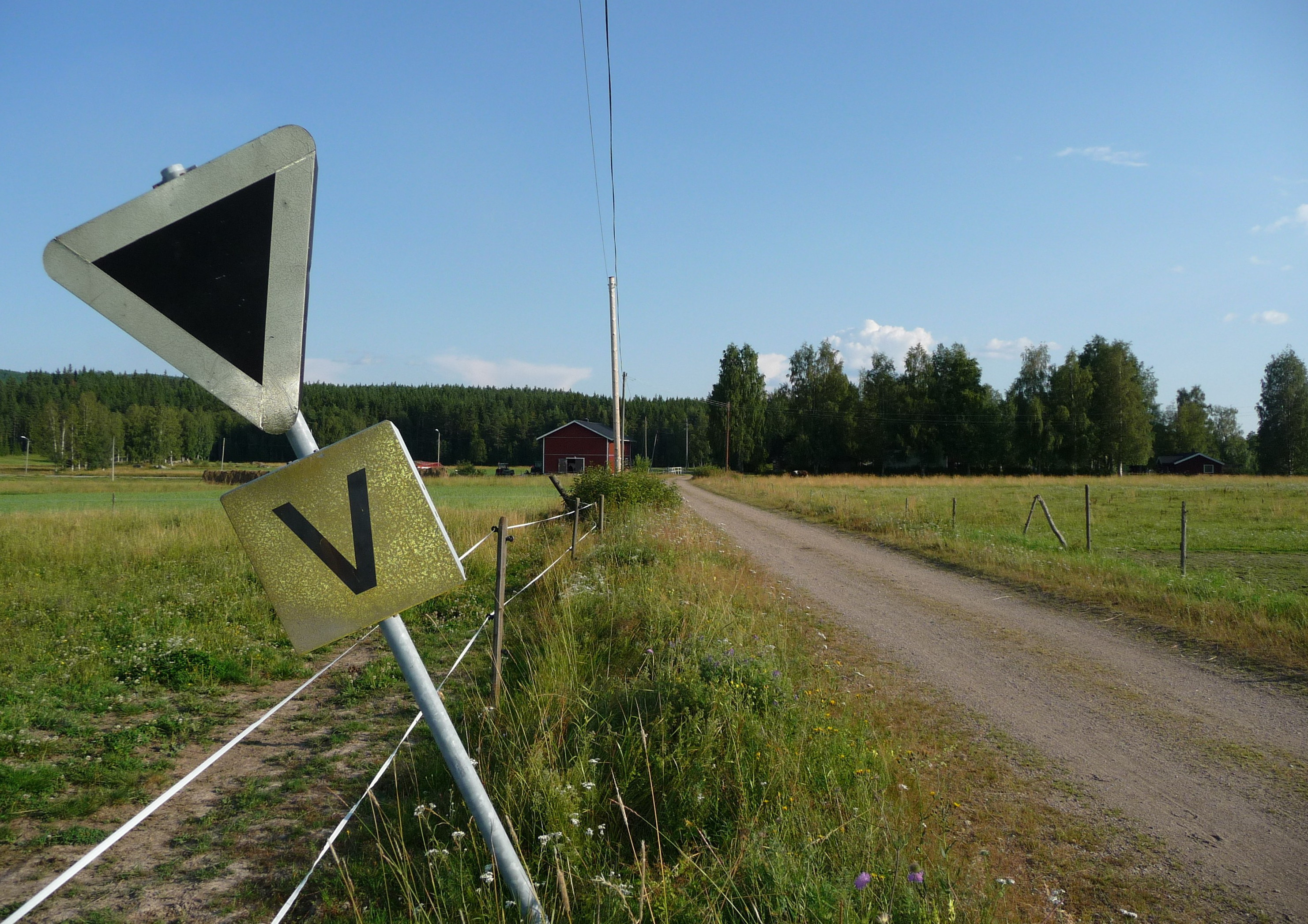
Banvallen mellan Stensbo och Nyhammar
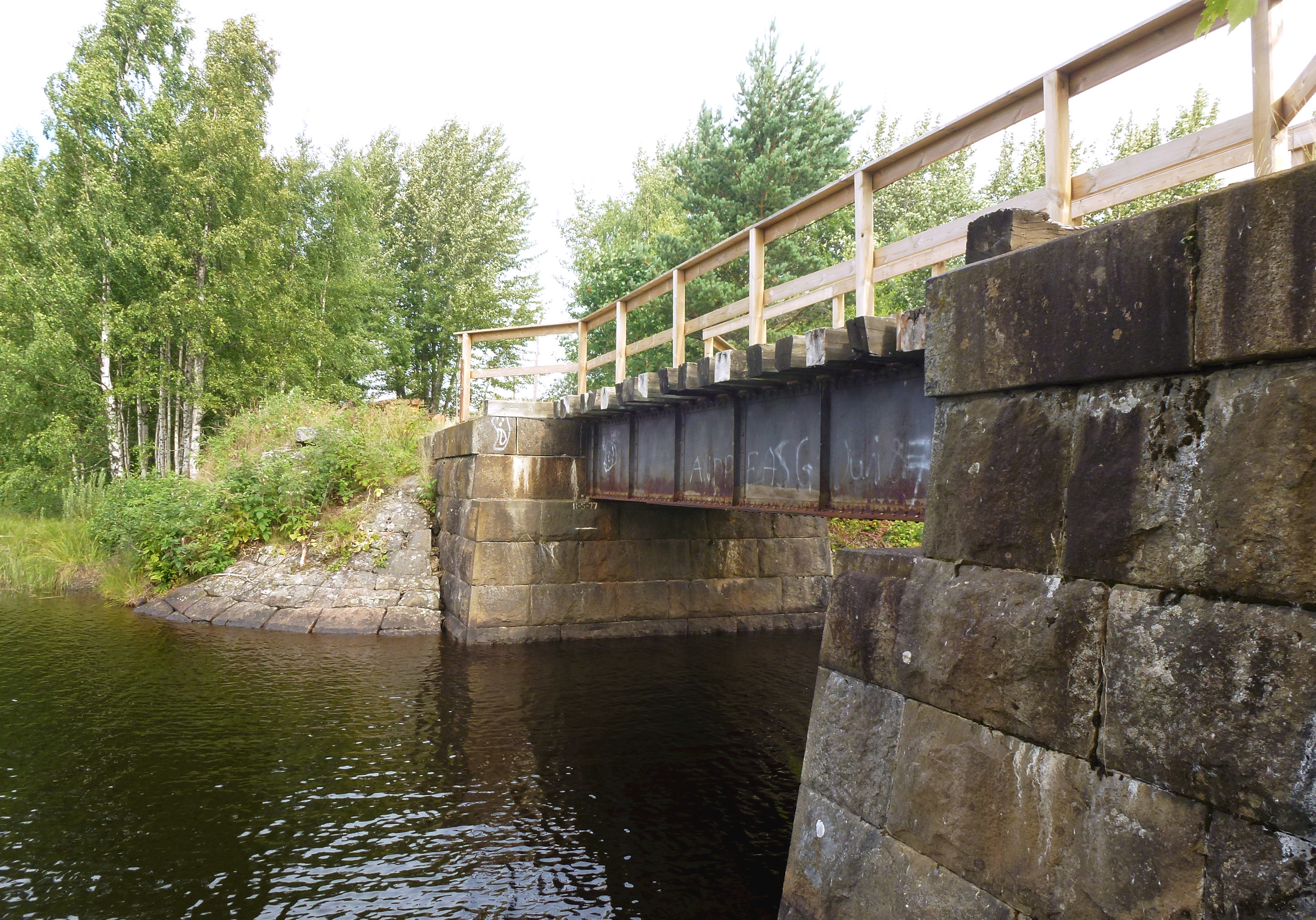
Bro söder om Nyhammar
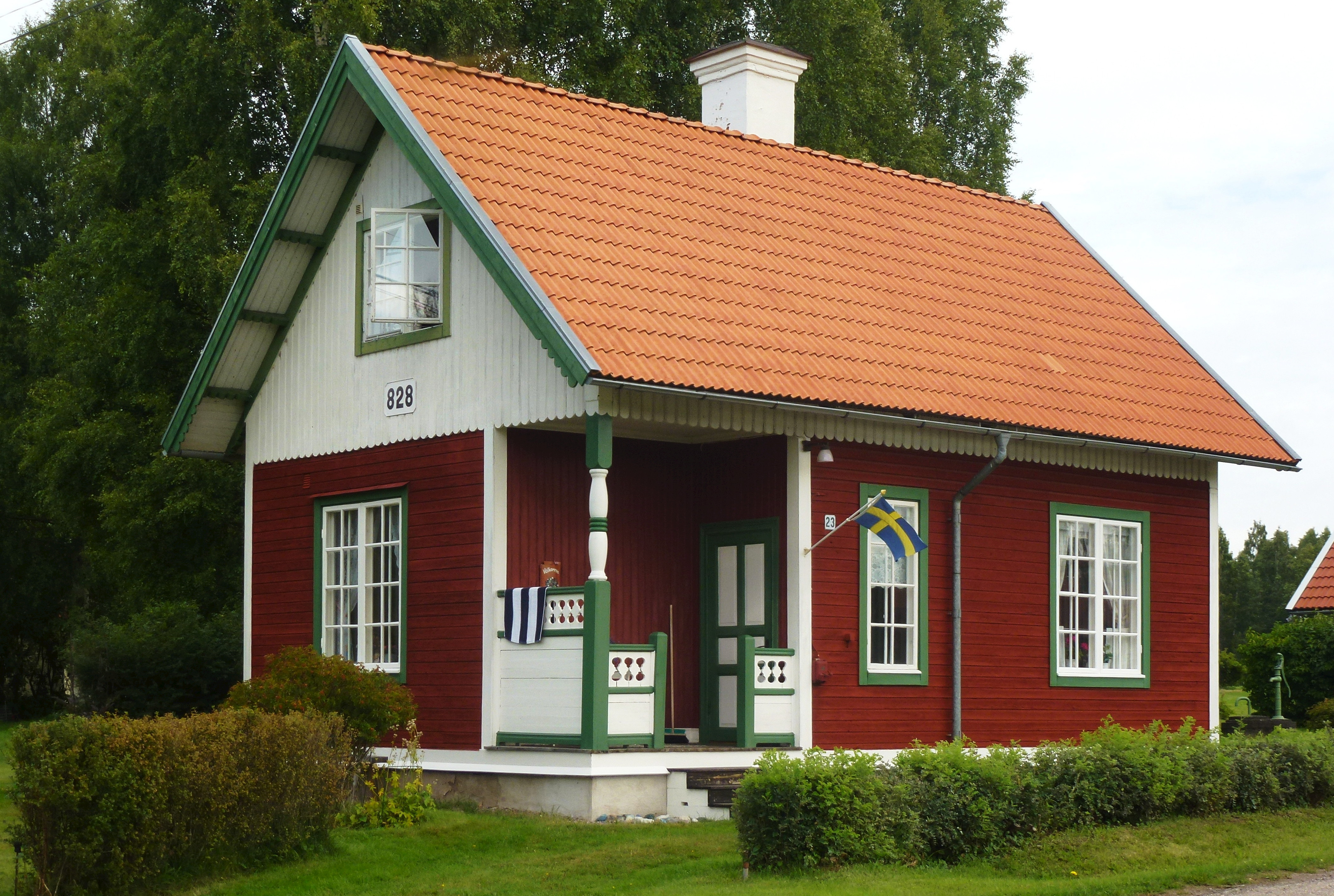
Banvaktsstuga mellan Grangärde och Nyhammar
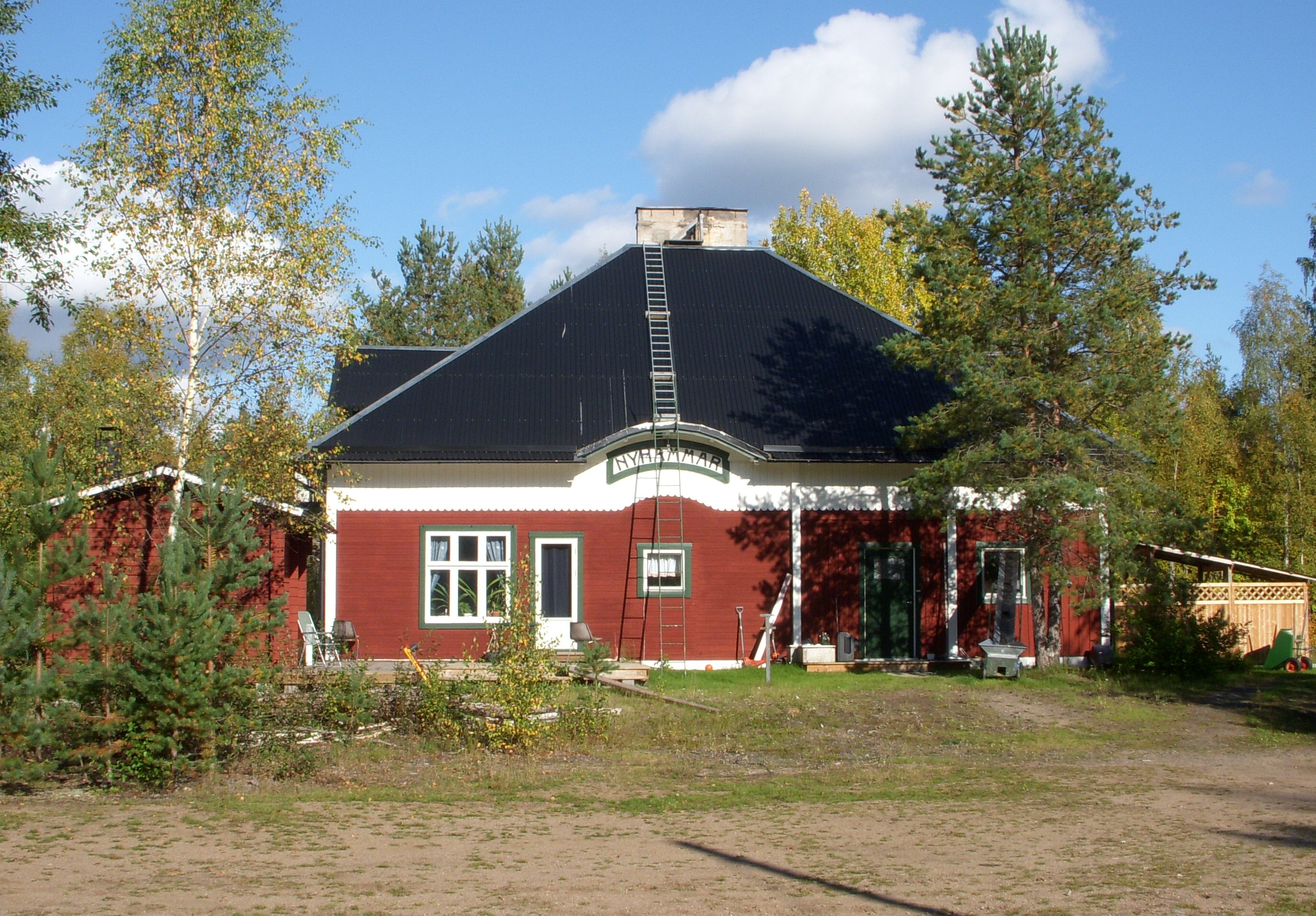
Stationshus i Nyhammar
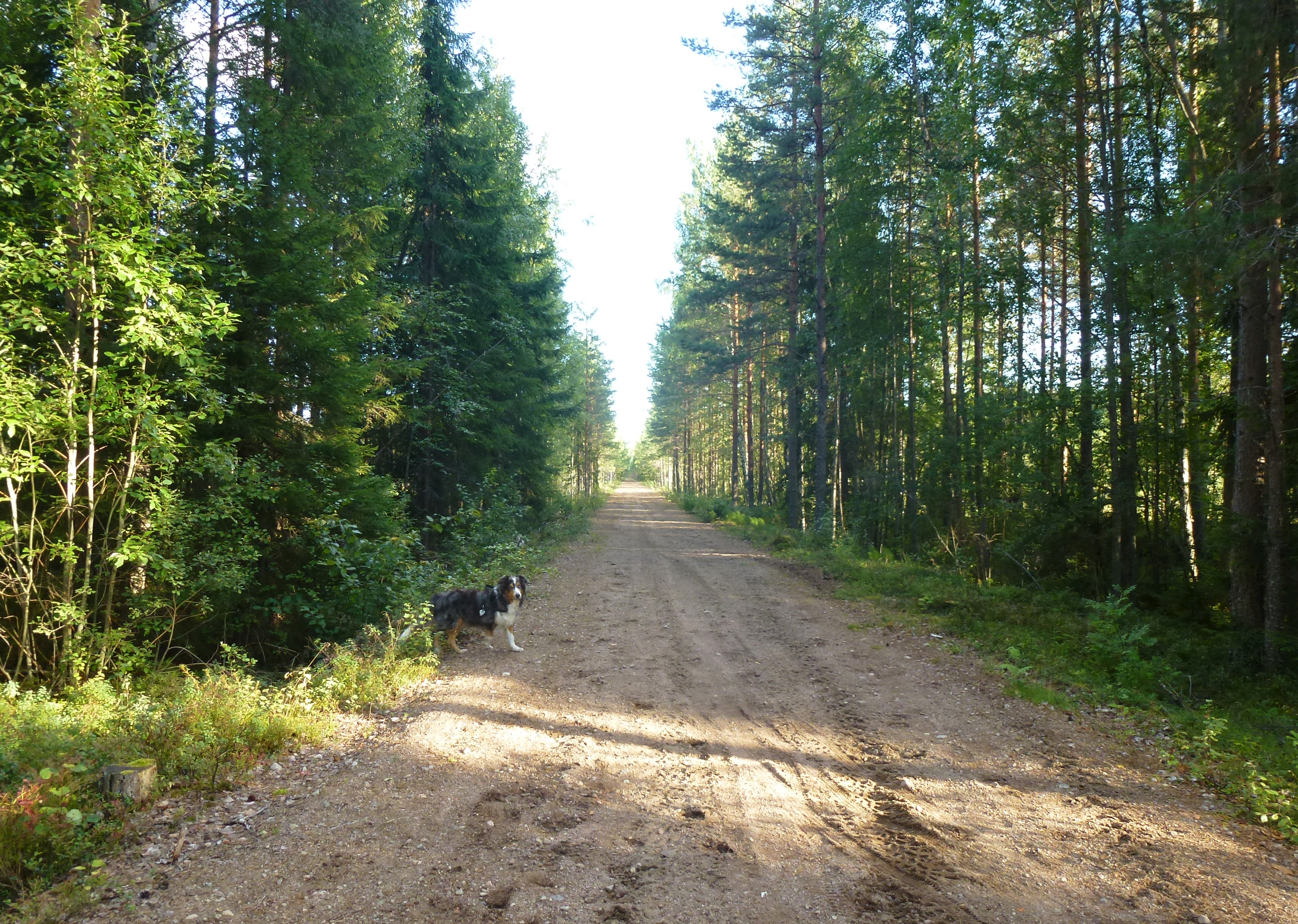
Gamla banvallen norr om Nyhammar
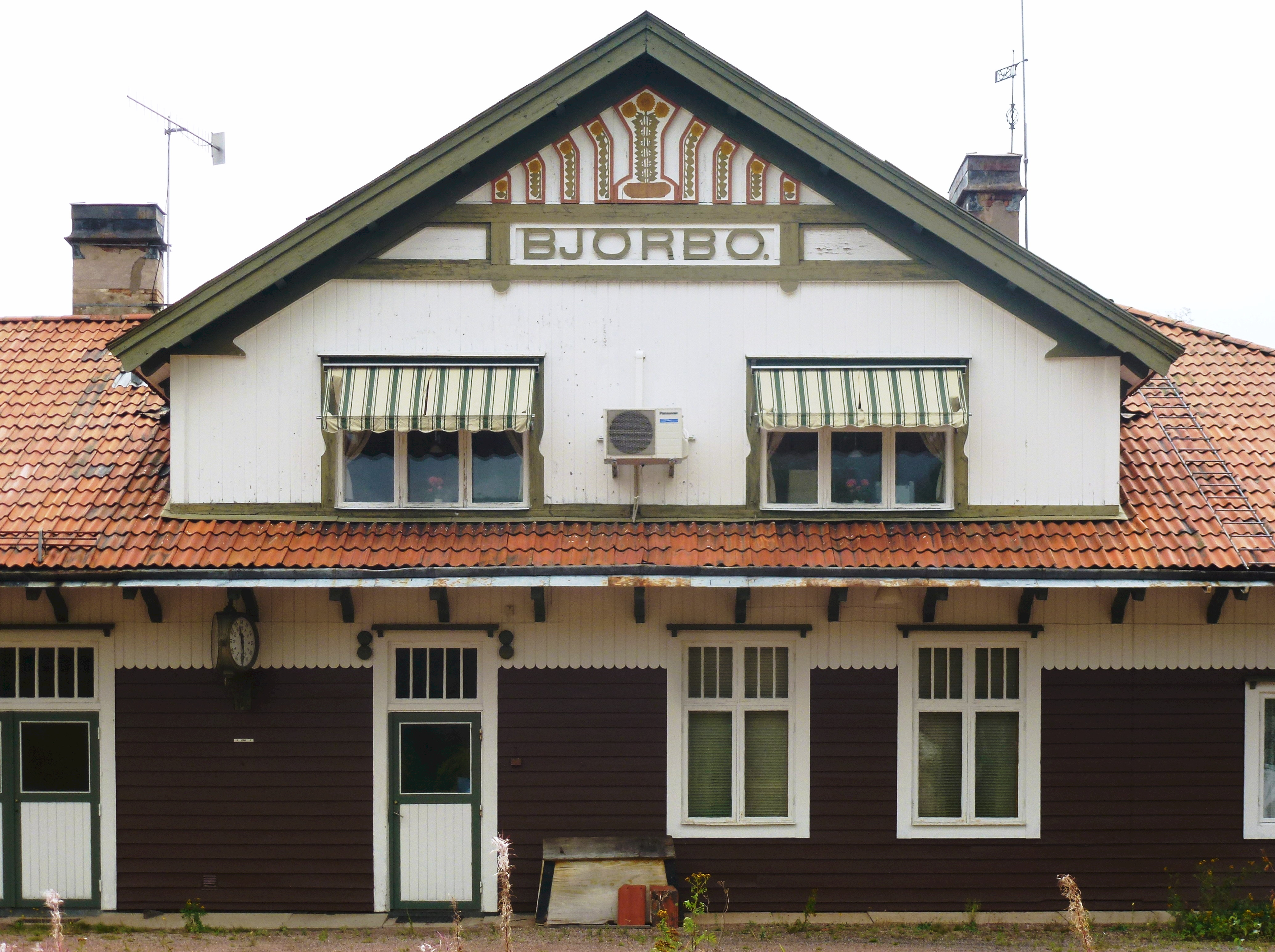
Stationshus i Björbo

## Kartor 1926

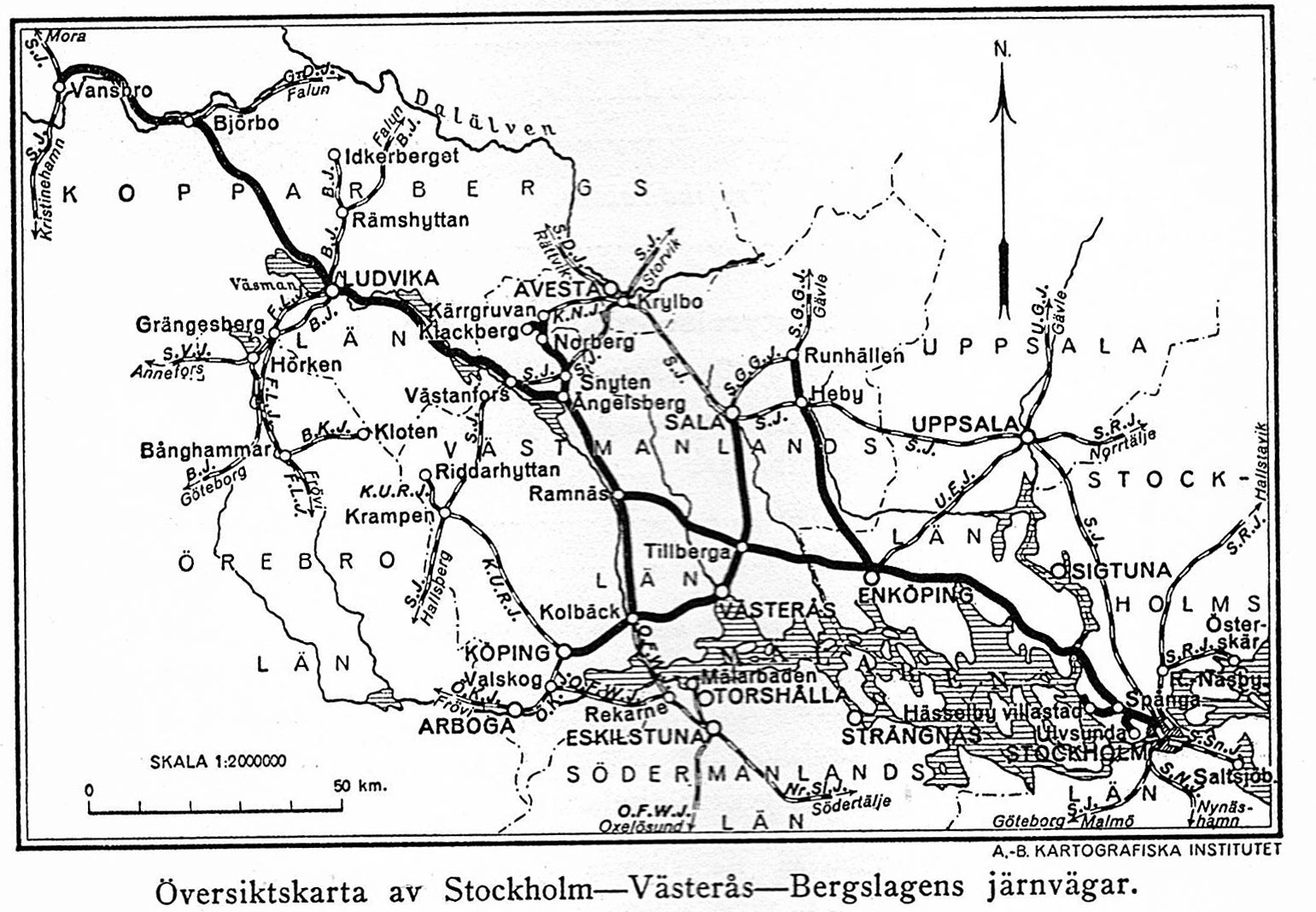
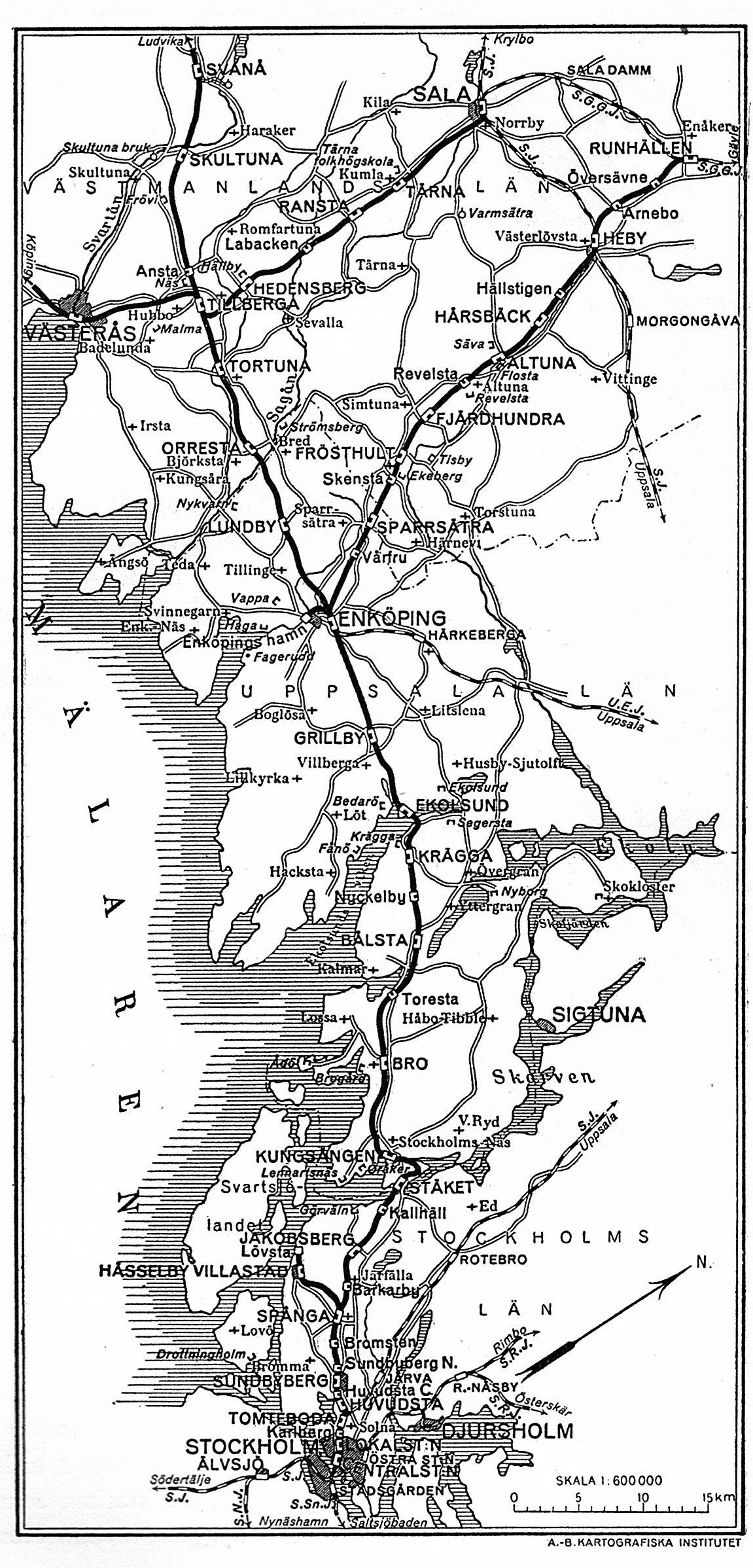
Stockholm-Västerås, Tillberga-Sala, Enköping-Runhallen.
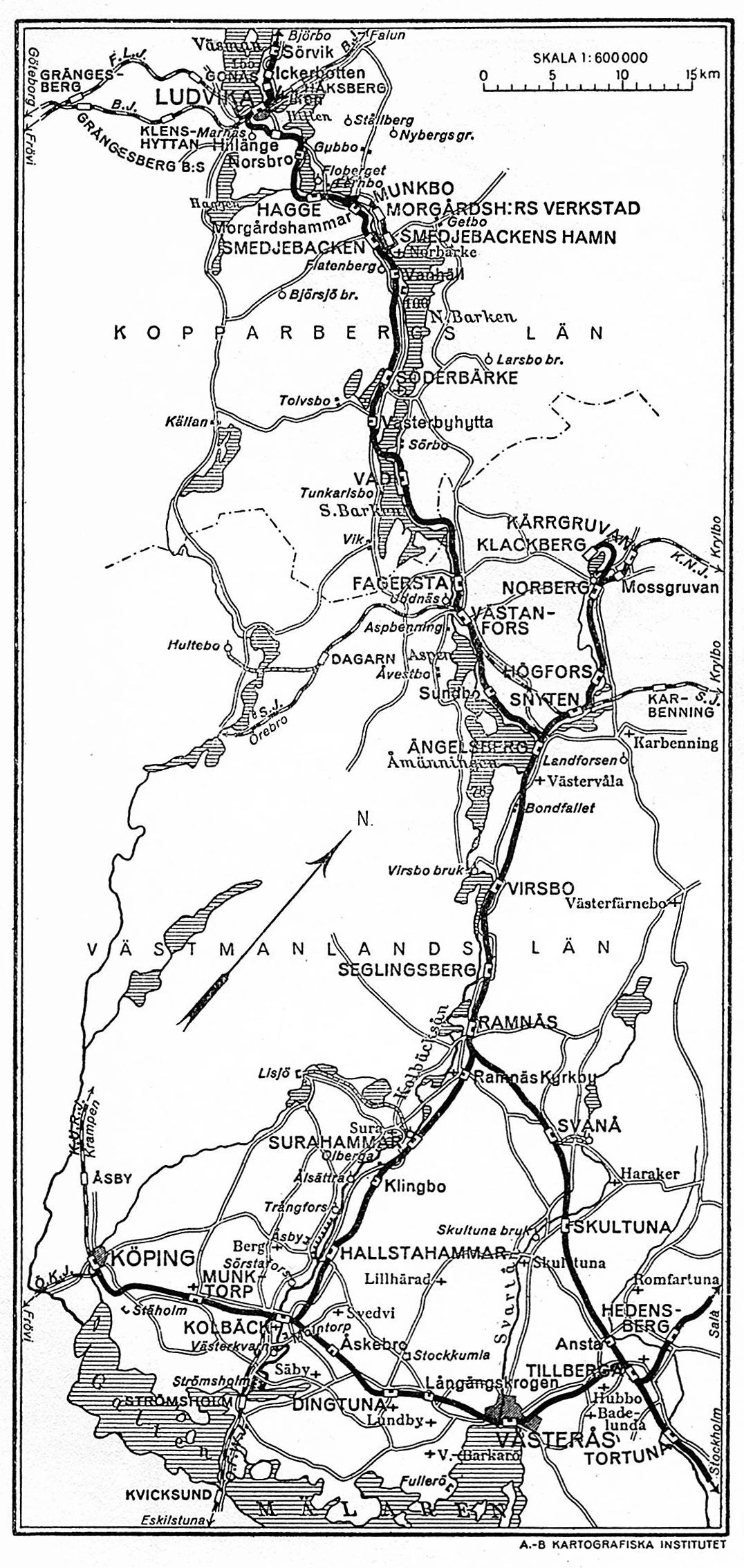
Västerås-Köping, Kolbäck-Ramnäs, Ängelsberg-Kärrgruvan.
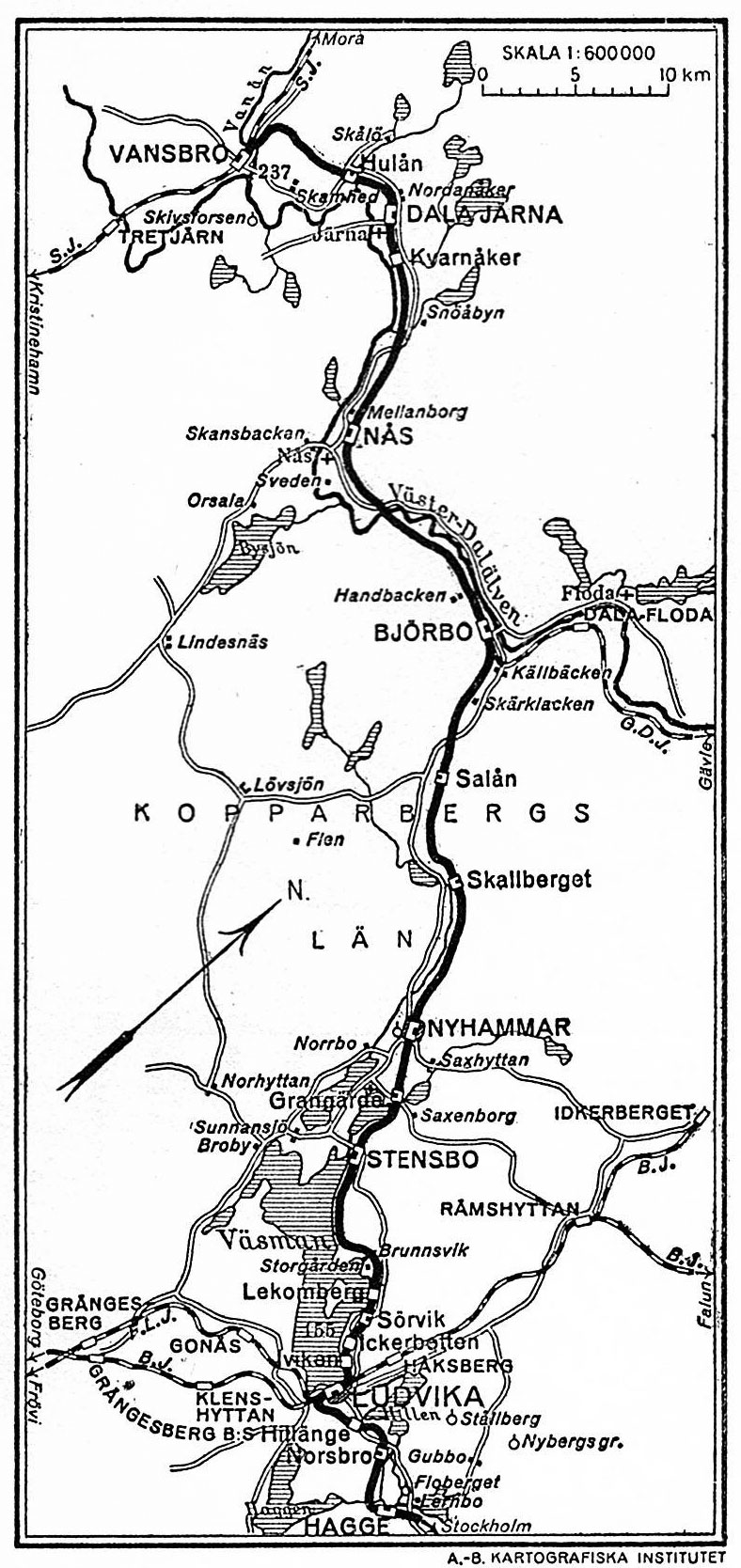
Ludvika-Vansbro